# Modestyn
Modestyn, Herennius Modestinus – rzymski jurysta, uczeń Ulpiana. Jego aktywność przypada na połowę III wieku. Był ostatnim liczącym się prawnikiem okresu klasycznego w prawie rzymskim. Zaliczony do 5 największych jurystów w Konstytucji raweńskiej z 426 roku, co powodowało, że jego opinie miały moc prawa. Pisał przede wszystkim podręczniki i monografie, niestety wiele z jego twórczości znanych jest tylko z tytułu. Wyciągi jego opinii odnaleźć można w Digestach Justyniana. Znaczące dzieła to podręczniki: Libri differentiarum (9 ksiąg), Regulae (10 ksiąg), Responsa (19 ksiąg), Pandectae (12 ksiąg).